# Николай Нинов (шахматист, р. 1982)
Вижте пояснителната страница за други личности с името Николай Нинов.
Николай Нинов е български шахматист, участник на първенствата организирани от Международния комитет за тих шах (МКТШ) и председател на Съюза на глухите в България от 2014 г. до наши дни.

## Шахматни постижения

### Световен отборен шампионат на МКТШ
| Година | Организатор | Издание | Класиране  | Състав                                                     |
| 2006   | Ниредхаза   | XV      | 7-о място  | В. Георгиев – Ц. Пешев – Н. Нинов – Г. Пенев               |
| 2010   | Ещорил      | ХVІ     | 12-о място | Н. Нинов – В. Георгиев – С. Иванов – А. Добрев – Г. Чокова |
| 2014   | Опатия      | ХVІІ    | -во място  | Н. Нинов – В. Георгиев – П. Орев – Д. Серафимов            |

### Европейска купа на МКТШ
| Година | Организатор | Издание | Класиране         | Състав                                                     |
| 2005   | Пиещяни     | XVII    | -ро място         | В. Георгиев – Ц. Пешев – Г. Пенев – С. Стаменов – Н. Нинов |
| 2007   | Приморско   | XVIII   | 7-о място (София) | В. Георгиев – Ц. Пешев – А. Махлев – С. Иванов – Н. Нинов  |
| 2009   | Хамбург     | XIX     | 6-о място         | В. Георгиев – Н. Нинов – А. Добрев – С. Иванов – Г. Чокова |
| 2013   | Каунас      | XXI     | -ро място         | Н. Нинов – В. Георгиев – Д. Серафимов – П. Орев            |